# Lukomir
Pour l’article homonyme, voir Lukomir (Žitorađa).
Lukomir (en cyrillique : Лукомир) est un village de Bosnie-Herzégovine. Il est situé dans la municipalité de Konjic, dans le canton d'Herzégovine-Neretva et dans la fédération de Bosnie-et-Herzégovine. Selon les premiers résultats du recensement bosnien de 2013, il compte 41 habitants.

## Géographie
Le village se trouve à environ 50 km de Sarajevo, sur les pentes abruptes des gorges de la rivière Rakitnica, entre deux pics des monts Bjelašnica, le pic de Lovnica (1 856 m) et le pic d'Obalj (1 896 m).

## Nature
Parmi les espèces de plantes qu'on rencontre dans les prairies des environs, on peut citer Sesleria juncifolia, Sesleria coerulans, Festuca panciciana, la Fétuque de Bosnie (Festuca bosniaca), Senecio bosniacus (ou Tephroseris crassifolia), Veronica satureioides, la gentiane des Alpes dinariques (Gentiana dinarica), Gentiana symphyandra et Gentianella crispata ; certaines espèces sont des rélictes de l'époque glaciaire : la dryade à huit pétales (Dryas octopetala), la renouée vivipare (Polygonum viviparum), la gentiane de Koch (Gentiana kochiana), la nigritelle noire (Nigritella nigra), Potentilla clusiana, l'arnica des montagnes (Arnica montana), Jasione orbiculata, Achillea lingulata et le lys doré (Lilium bosniacum). Les cirques glaciaires des monts Bjelašnica permettent de rencontrer des espèces endémiques comme Amphoricarpion autariati et les gorges calcaires de la Rakitnica et les sols dolomitiques des espèces comme l'édraianthe à feuilles de serpolet (Edraianthus serpyllifolius), Saxifraga caryophylla, Minuartia clandestina, la silène miniature (Silene pusilla), Alchemilla velebitica et Cerastium dinaricum. Sur les sols calcaires, poussent également Dripis linneana, l'arabette des Alpes (Arabis alpina), la berce des Balkans (Heracleum balcanicum) et l'épiaire droite (Stachys recta).  
Sur le plan de la faune, les rivières Tušilačka et Rakitnica sont peuplées exclusivement de salmonidés. Dans les prairies vivent aussi des espèces de reptiles, dont quelques espèces de vipères en danger : la vipère d'Orsini (Vipera ursinii macrops), Vipera berus bosniaca et la vipère cornue (Vipera ammodytes) ; parmi les autres reptiles figurent la coronelle lisse (Coronella austriaca), des espèces du genre Coluber, l'orvet (Anguis fragilis), le lézard vivipare (Lacerta vivipara), le lézard vert (Lacerta viridis), le lézard vivipare (Lacerta fragilis) et le lézard des murailles (Lacerta muralis), ainsi que deux espèces de grenouilles, la rainette verte (Hyla arborea) et la grenouille agile (Rana agilis).
La zone de Lukomir est également riche en invertébrés, avec 127 espèces de lépidoptères et 29 espèces d'orthoptères. Parmi des espèces rares, menacées ou en danger, on peut citer : l'Azuré des paluds (Phengaris nausithous), l'Azuré de la sanguisorbe (Phengaris teleius), le Mars danubien (Apatura metis), Dolomedes plantarius (une espèce d'araignée), la magicienne dentelée (Saga pedo), le Sphinx de l'argousier (Hyles hippophaes), l'escargot de Bourgogne (Helix pomatia), Troglohyphantes gracilis, Troglohyphantes similis, Troglohyphantes spinipes, l'Apollon (Parnassius apollo), le Moiré ottoman (Erebia ottomana) et Epimyrma ravouxii (une espèce de fourmi esclavagiste). D'autres espèces sont présentes comme Microcondylaea compressa, Unio elegantus, la sangsue officinale (Hirudo medicinalis), la leucorrhine à gros thorax (Leucorrhinia pectoralis), le fourmilion commun (Myrmeleon formicarius), Syrichtus tesselum, l'Alexanor (Papilio alexanor), la Diane (Zerynthia polyxena) et le Moiré de Carniole (Erebia calcaria).
La région de Lukomir, au sens le plus étendu, compte 110 espèces d'oiseaux, dont des oiseaux de proie, comme l'aigle royal (Aquila chrysaetos) et le circaète Jean-le-Blanc (Circaetus gallicus), le faucon pèlerin (Falco peregrinus), le faucon crécerelle (Falco tinnunculus), l'autour des palombes (Accipiter gentilis), l'épervier d'Europe (Accipiter nisus) et l'épervier à pieds courts (Accipiter brevipes). En 2006, une seule espèce menacée a été repérée dans le secteur : le râle des genêts (Crex crex).
Une soixantaine d'espèces de mammifères vivent dans le secteur, dont le chamois (Rupicapra rupicapra balcanica), l'ours brun (Ursus arctos) et le loup gris (Canis lupus).

## Histoire
Le village est inscrit sur la liste des monuments nationaux de Bosnie-Herzégovine. L'ensemble est constitué de 97 éléments : 46 maisons, 49 bergeries, l'ancienne école du village et la mosquée ; sur son territoire se trouvent aussi 2 nécropoles, l'une dans le Vlaško groblje, avec 18 stećci, un type particulier de tombes médiévales et l'autre à Jezerine avec 9 stećci.

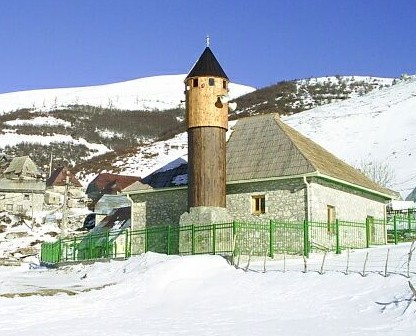
La mosquée de Lukomir

## Démographie

### Évolution historique de la population
| 1948 | 1953 | 1961 | 1971 | 1981 | 1991 | 2013 |
| ---- | ---- | ---- | ---- | ---- | ---- | ---- |
| -    | -    | 288  | 317  | 248  | 156  | 41   |

|  |